# 不動產市場

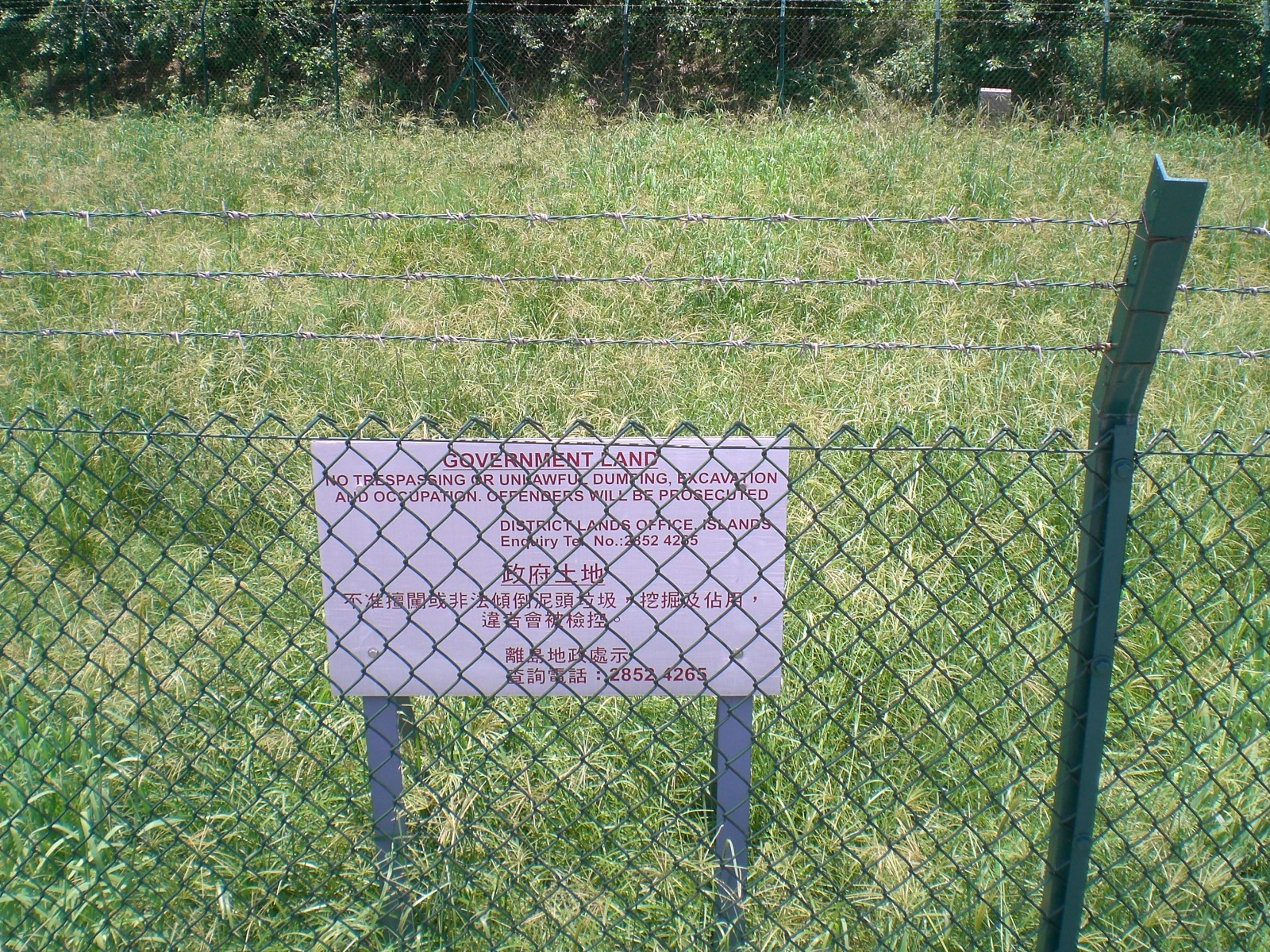
土地供應影響市場。圖為香港離島上的一幅政府擁有的土地

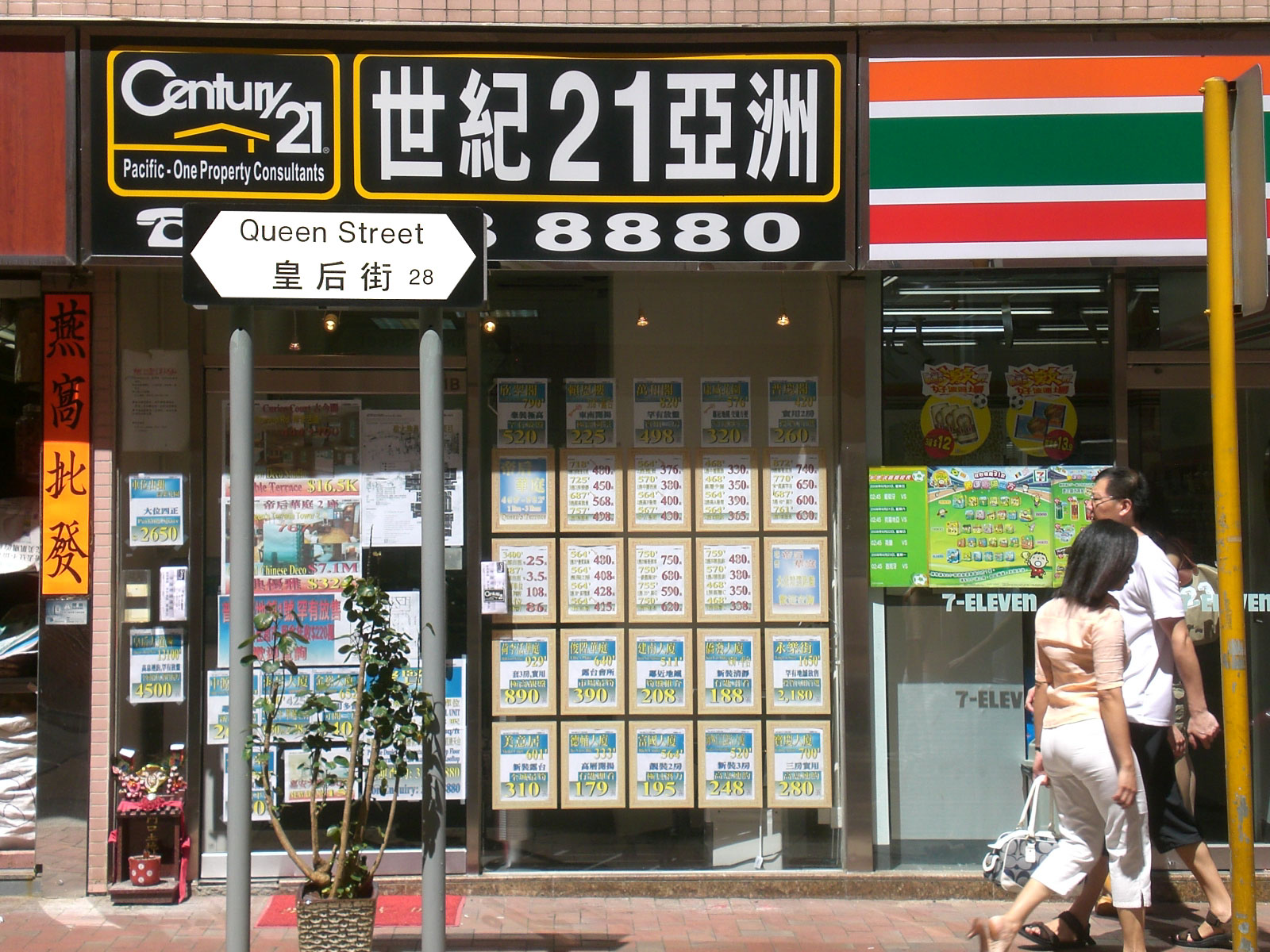
香港一家房屋仲介公司

不動產市場是一個商业市场，它當中市場参予者有生產者、中介人及消費者等。 地產市場的供求關係也是依從经济学市場定律。它的商品就是地皮、住宅物業、辦公大樓（寫字樓）、商鋪、換樓權益書、香港的丁屋等，其中也可以細分為：

## 房地产的估价
- 收益还原法：首先预计出房地产未来每年的收益，并以一定的貼現率折算为现在的价值，以此确定房地产的价值。
- 市场比较法：市场比较法是根据市场中的替代原理，用具有替代性的房地产的价格来确定估值。市场比较法的使用前提是市场充分竞争。
- 成本估价法：以建造成本加上各项税费和利润来估价房产价值。
- 假设开发法：首先估计出房屋的销售价值，然后扣除正常的土地开发费用，勘察、设计费用，建筑施工费用，销售费用，资金成本（利息），税金等，最后扣除地价和房地产开发商预期的利润。
- 购买年法：
- 长期趋势法：
- 残余估价法：
- 路线价估价法：

### 租售比
房屋租售比（Gross rental yield）是指房屋每平方米月租金与每平方米售价之间的比值。国际公认的健康的租金售价比应为1：100至1：200，比值如低于1：100，表明该区域的房产投资价值被低估，投资潜力较大；如超过1：200，则意味房产投资价值相对变小，要200个月（大约16年半）以上才能回本，房产泡沫显现。

### 房价收入比
房价收入比是指居民购房总价与家庭年全部收入的比值。具体公式为：(套均面积×均价)÷（家庭年收入）。

## 商品供應者
- 政府地皮拍賣
- 地產發展商
- 建築商
- 承判商
- 地產公司
- 二手市場業主

## 地產服務業界
- 地產代理
- 物業顧問
- 地產新聞媒體
- 銀行
- 律師事務所
- 室內設計師
- 測量師

## 顧客
- 物業投資者
- 住客
- 租戶

## 相關
- 酒店、工廠、貨倉、商場、辦公室、祖屋、公營住宅。
- 国民生产总值
- 熱錢
- 投資者、炒家、土地創富投資
- 利息
- 入口成本
- 按揭市場
- 钉子户
- 農地